# Zonana alera
Zonana alera är en insektsart som beskrevs av Delong och Freytag 1963. Zonana alera ingår i släktet Zonana och familjen dvärgstritar. Inga underarter finns listade i Catalogue of Life.